# اسلام در تایلند
اسلام در تایلند بزرگترین اقلیت دینی به‌شمار می‌رود. از تعداد مسلمانان این کشور آمار دقیقی در دست نیست و تعداد آنان بین ۶ تا ۱۵ درصد کل جمعیت تایلند تخمین زده می‌شود.
اغلب مسلمانان تایلندی سنی مذهب بوده و شیعیان یک درصد از جمعیت مسلمانان را تشکیل می‌دهند. در حال حاضر ۲۵۰۰ مسجد در تایلند موجود است که تنها تعداد ۴۳۴ از آن‌ها در استان ناراتیوات قرار دارد. در بانکوک پایتخت این کشور نیز تعداد این مساجد در حدود ۲۵۰ باب تخمین زده می‌شود. علاوه بر مساجد، از دیگر بنیادهای فرهنگی مسلمانان در تایلند می‌توان به مدارس دینی موجود در این کشور اشاره کرد که در ترویج دین اسلام نقش اساسی دارند.

## شیعیان
پیشینه حضور شیعیان دوازده امامی به زمان مهاجرت یک تاجر ایرانی به نام شیخ احمد قمی در سال ۱۶۰۲ بر می‌گردد. با حضور او و افزایش تدریجی شیعیان دوازده امامی، مراسم تعزیه خوانی در ایام تاسوعا و عاشورای حسینی در آیوتایا (پایتخت قدیم تایلند) برگزار می‌شده‌است.